# الكسندر كامبل (رجل أعمال)
الكسندر كامبل (بالإنجليزية: Alexander Campbell)‏ هو شخصية أعمال أيرلندي، ولد في 1833 في Dungloe ‏ في جمهورية أيرلندا، وتوفي في 21 يونيو 1877 في جيم ثورب في الولايات المتحدة بسبب شنق.